# Ctibor Šindelář
Ctibor Šindelář (* 18. ledna 1942 Praha) je bývalý český fotbalový brankář.

## Hráčská kariéra
V československé lize chytal za ČKD/Bohemians ČKD Praha na jaře 1965 ve třech utkáních.
V sezoně 1958/59 se stal s Duklou Praha dorosteneckým mistrem Československa.

### Prvoligová bilance
| Ročník          | Zápasy | Góly | Minuty | Nuly | Klub                    |
| --------------- | ------ | ---- | ------ | ---- | ----------------------- |
| I. liga 1964/65 | 3      | 0    | 205    | 0    | ČKD/Bohemians ČKD Praha |
| CELKEM I. LIGA  | 3      | 0    | 205    | 0    |                         |